# Теп'яново
Теп'яново (рос. Тепяново, башк. Тәпән) — присілок у складі Абзеліловського району Башкортостану, Росія. Входить до складу Равіловської сільської ради.
Населення — 316 осіб (2010; 288 в 2002).
Національний склад:
- башкири — 100%